# Platyzosteria glabra
Platyzosteria glabra es una especie de cucaracha terrestre del género Platyzosteria, tribu Polyzosteriini, subfamilia Polyzosteriinae. Fue descrita científicamente por Walker en 1868.

## Distribución
Se distribuye por Oceanía: Australia (Queensland y Territorio del Norte).